# Монтанська область
Монтанська область (болг. Област Монтана, до 1993 року Михайловградська область) — область в Північно-західному регіоні Болгарії. Площа 3 635 км², населення 169 214 чоловік. Межує з Сербією та Румунією. Адміністративний центр — місто Монтана.
Область утворена у 1987 році, до 1998 року займала площу 10,6 тисяч км² і включала в основному території колишніх Видинського, Михайловградський і Врачанського округів.